# TFF1
TFF1 (англ. Trefoil factor 1) – білок, який кодується однойменним геном, розташованим у людей на короткому плечі 21-ї хромосоми. Довжина поліпептидного ланцюга білка становить 84 амінокислот, а молекулярна маса — 9 150.
| 10         |  | 20         |  | 30         |  | 40         |  | 50         |
| ---------- |  | ---------- |  | ---------- |  | ---------- |  | ---------- |
| MATMENKVIC |  | ALVLVSMLAL |  | GTLAEAQTET |  | CTVAPRERQN |  | CGFPGVTPSQ |
| CANKGCCFDD |  | TVRGVPWCFY |  | PNTIDVPPEE |  | ECEF       |  |            |

A: Аланін

C: Цистеїн

D: Аспарагінова кислота

E: Глутамінова кислота

F: Фенілаланін

G: Гліцин

I: Ізолейцин

K: Лізин

L: Лейцин

M: Метіонін

N: Аспарагін

P: Пролін

Q: Глутамін

R: Аргінін

S: Серин

T: Треонін

V: Валін

W: Триптофан

Кодований геном білок за функцією належить до факторів росту. 
Секретований назовні.